# Hostín
Hostín är en ort i Tjeckien.   Den ligger i regionen Mellersta Böhmen, i den centrala delen av landet, 30 km norr om huvudstaden Prag. Hostín ligger 261 meter över havet och antalet invånare är 214.
Terrängen runt Hostín är lite kuperad.Runt Hostín är det ganska tätbefolkat, med 62 invånare per kvadratkilometer. Närmaste större samhälle är Mělník, 8,2 km väster om Hostín. Trakten runt Hostín består till största delen av jordbruksmark.